# Paraixeris serotina
Paraixeris serotina là một loài thực vật có hoa trong họ Cúc. Loài này được (Maxim.) Tzvelev mô tả khoa học đầu tiên năm 1964.